# Unterseeboot 1276
L'Unterseeboot 1276 ou U-1276 est un sous-marin allemand (U-Boot) de type VIIC/41 utilisé par la Kriegsmarine pendant la Seconde Guerre mondiale.
Le sous-marin fut commandé le 13 juin 1942 à Bremen-Vegesack (Bremer Vulkan), sa quille fut posée le 13 juillet 1943, il fut lancé le 25 février 1944 et mis en service le 6 avril 1944, sous le commandement de l'Oberleutnant zur See Karl-Heinz Wendt.
Il fut coulé par la Royal Navy dans l'Atlantique Nord en février 1945.

## Conception
Unterseeboot type VII, l'U-1276 avait un déplacement de 759 tonnes en surface et 860 tonnes en plongée. Il avait une longueur hors-tout de 67,20 m, un maître-bau de 6,20 m, une hauteur de 9,60 m et un tirant d'eau de 4,74 m. Le sous-marin était propulsé par deux hélices de 1,23 m, deux moteurs diesel Germaniawerft F46 de 6 cylindres en ligne de 1 400 ch à 470 tr/min, produisant un total de 2 060 à 2 350 kW en surface et de deux moteurs électriques Allgemeine Elektricitäts-Gesellschaft GU 460/8-276 de 375 ch à 295 tr/min, produisant un total 550 kW, en plongée. Le sous-marin avait une vitesse en surface de 17,7 nœuds (32,8 km/h) et une vitesse de 7,6 nœuds (14,1 km/h) en plongée. Immergé, il avait un rayon d'action de 80 nautiques (150 km) à 4 nœuds (7,4 km/h; 4,6 milles par heure) et pouvait atteindre une profondeur de 230 m. En surface son rayon d'action était de 8 500 nautiques (soit 15 700 km) à 10 nœuds (19 km/h).
L'U-1276 était équipé de cinq tubes lance-torpilles de 53,3 cm (quatre montés à l'avant et un à l'arrière) et embarquait quatorze torpilles. Il était équipé d'un canon de 8,8 cm SK C/35 (220 coups), d'un canon de 20 mm Flak C30 en affût antiaérien et d'un canon 37 mm Flak M/42 qui tire à 15 350 mètres avec une cadence théorique de 50 coups par minute. Il pouvait transporter 26 mines TMA ou 39 mines TMB. Son équipage comprenait 4 officiers et 40 à 56 sous-mariniers.

## Historique
Il reçut sa formation de base au sein de la 8. Unterseebootsflottille à Danzig jusqu'au 31 octobre 1944, puis il intégra sa formation de combat dans la 11. Unterseebootsflottille basé à Bergen.
Sa première patrouille est précédée par plusieurs passages dans divers ports norvégiens. Sa première patrouille opérationnelle commence réellement le 28 janvier 1945 au départ de Bergen pour les eaux côtières britanniques. Le 20 février 1945 à 11 h 45, l'U-1276 touche d'une torpille à tribord le navire britannique HMS Vervain, escortant le convoi HX-337. Le navire a coulé à 12 h 12 à environ 25 milles au sud-est de Dungarvan, en Irlande, emportant 60 des 96 membres d'équipage.
L'U-1276, ayant été repéré après l'attaque contre la corvette, est coulé à son tour au sud de Waterford, à la position géographique 51° 48′ N, 7° 07′ O, par des charges de profondeur du sloop britannique HMS Amethyst, escortant également le convoi HX-337.
Les 49 membres d'équipage décèdent dans cette attaque.
En 2006, un groupe de plongeurs d'Ardmore a découvert le site de l'épave de l'U-1276 à environ 20 milles marins (37 km, 23 mi) au sud de Youghal. Le sous-marin est couché sur le sable à 75 mètres sous la surface de l'eau et est en grande partie intact, bien que visiblement endommagé par les charges de profondeur qui l'ont coulé.

### Fait précédemment établi
- Coulé le 3 avril 1945 au nord-ouest de Bergen, en Norvège, à la position 61° 42′ N, 0° 24′ O, par un Consolidated B-24 Liberator britannique du No. 224 Squadron RAF (en). Cette attaque fut par la suite attribuée contre une cible inconnue.

## Affectations
- 8. Unterseebootsflottille du 6 avril 1944 au 31 octobre 1944 (période de formation).
- 11. Unterseebootsflottille du 1er novembre 1944 au 20 février 1945 (unité combattante).

## Commandement
- Oberleutnant zur See Karl-Heinz Wendt du 6 avril 1944 au 20 février 1945.

## Patrouilles
|       | Commandant             | Départ           | Départ       | Arrivée          | Arrivée      | Jours    | Succès |
| ----- | ---------------------- | ---------------- | ------------ | ---------------- | ------------ | -------- | ------ |
|       | Oblt. Karl-Heinz Wendt | 4 novembre 1944  | Kiel         | 11 novembre 1944 | Horten       | 8 jours  |        |
|       | Oblt. Karl-Heinz Wendt | 15 novembre 1944 | Horten       | 17 novembre 1944 | Kristiansand | 3 jours  |        |
|       | Oblt. Karl-Heinz Wendt | 19 novembre 1944 | Kristiansand | 20 novembre 1944 | Farsund      | 2 jours  |        |
|       | Oblt. Karl-Heinz Wendt | 16 janvier 1945  | Farsund      | 17 janvier 1945  | Bergen       | 2 jours  |        |
|       | Oblt. Karl-Heinz Wendt | 19 janvier 1945  | Bergen       | 22 janvier 1945  | Bergen       | 4 jours  |        |
| 1     | Oblt. Karl-Heinz Wendt | 28 janvier 1945  | Bergen       | 20 février 1945  | Coulé        | 24 jours | 925    |
| Total | Total                  | Total            | Total        | Total            | Total        | 43 jours | 925 t  |

Note : Oblt. = Oberleutnant zur See

## Navires coulés
L'U-1276 a coulé un navire de guerre de 925 tonneaux au cours de l'unique patrouille (43 jours total en mer) qu'il effectua.
| Date            | Nom         | Nationalité | Tonnage | Convoi | Fait  | Localisation        |
| --------------- | ----------- | ----------- | ------- | ------ | ----- | ------------------- |
| 20 février 1945 | HMS Vervain | Royal Navy  | 925     | HX-337 | Coulé | 51° 47′ N, 7° 06′ O |